# Eugène-Jean-François de Savoie-Carignan
Eugène-Jean-François de Savoie-Carignan (en italien, Eugenio Giovanni Francesco di Savoia) (né le 23 septembre 1714 et mort le 24 novembre 1734 à Mannheim ) est le 34e et dernier comte de Soissons de 1729 à 1734.

## Biographie
Eugène-Jean-François de Savoie-Carignan est le fils d'Emmanuel-Thomas de Savoie-Carignan, comte de Soissons, et de Marie-Thérèse de Liechtenstein, duchesse de Troppau, et succède à son père à sa mort, en 1729.
Dans la même année, le roi de Sardaigne Victor-Amédée II lui avait accordé le titre de chevalier de l'Ordre suprême de la Très Sainte Annonciade, la plus haute distinction savoyarde.
En 1731, à l'instigation de son grand-oncle, le prince Eugène de Savoie, général célèbre et personnalité éminente de la cour impériale, il est nommé, comme son père, chevalier de l'Ordre de la Toison d'or par l'empereur Charles VI.
À la même époque, dans l'intention d'établir un deuxième État savoyard en Italie centrale, le prince Eugène de Savoie, particulièrement attaché à son petit-neveu, qui était son dernier héritier mâle encore en vie, décide d'arranger son mariage avec la très jeune duchesse de Massa et Carrare, Marie-Thérèse Cybo-Malaspina, âgée de sept ans seulement, alors sous la régence de sa mère Richarde de Gonzague (it), obtenant l'approbation de l'empereur Charles VI et du roi de Sardaigne Charles Emmanuel III de Savoie, qu'il considérait comme le chef de famille. Les accords de mariage sont signés à Vienne, où résidait le prince, le 2 mai 1732 et, au mois d'octobre, le jeune promis de dix-huit ans se rend à Massa pour presenter ses hommages à sa petite fiancée et future belle-mère : le mariage n'aura cependant pas lieu en raison de la mort prématurée du jeune comte à Mannheim le 24 novembre 1734.